# Kate Voegele

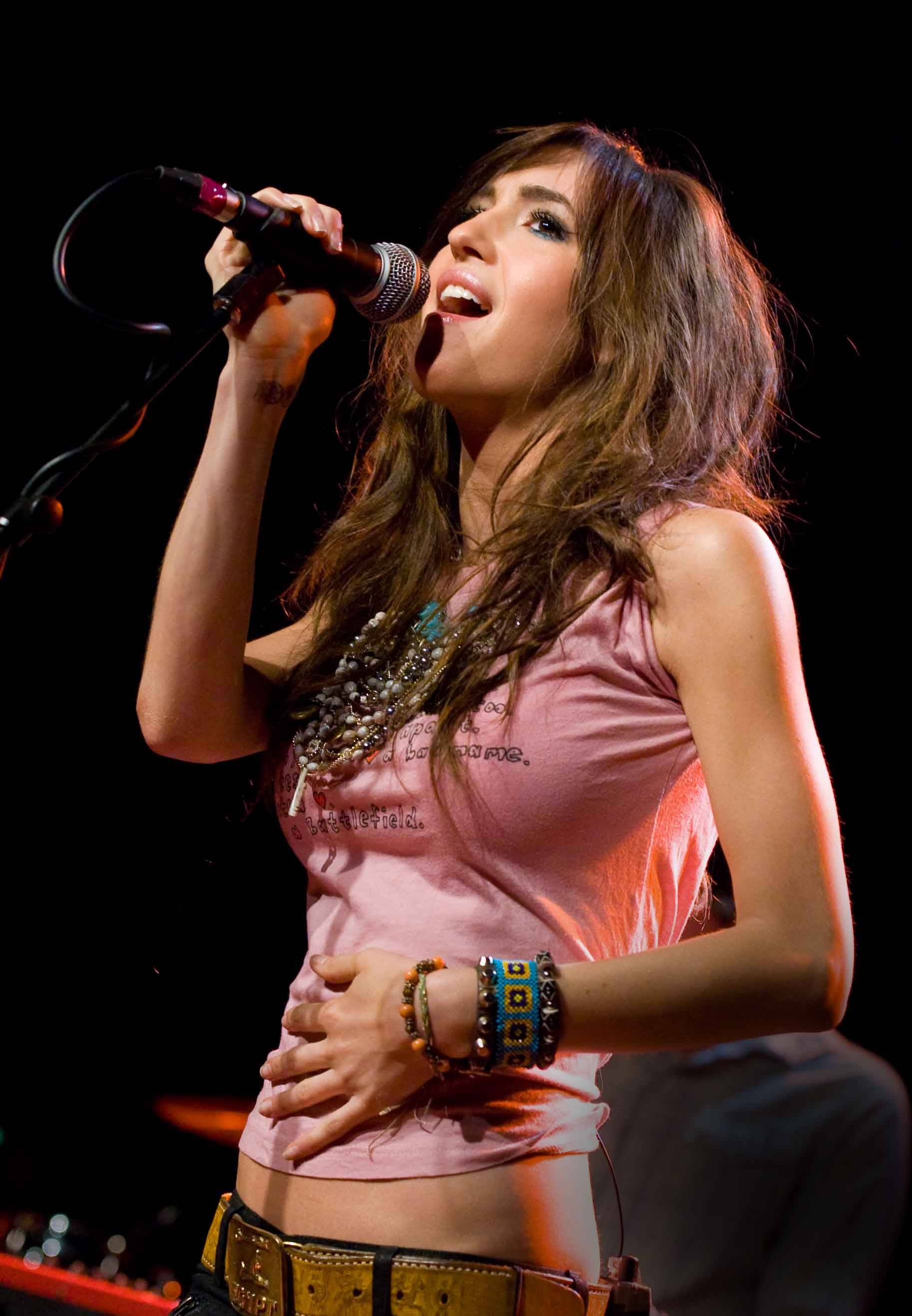
Kate Voegele bei einem Auftritt auf der Showbox At The Market am 26. Juni 2011 in Seattle, Washington

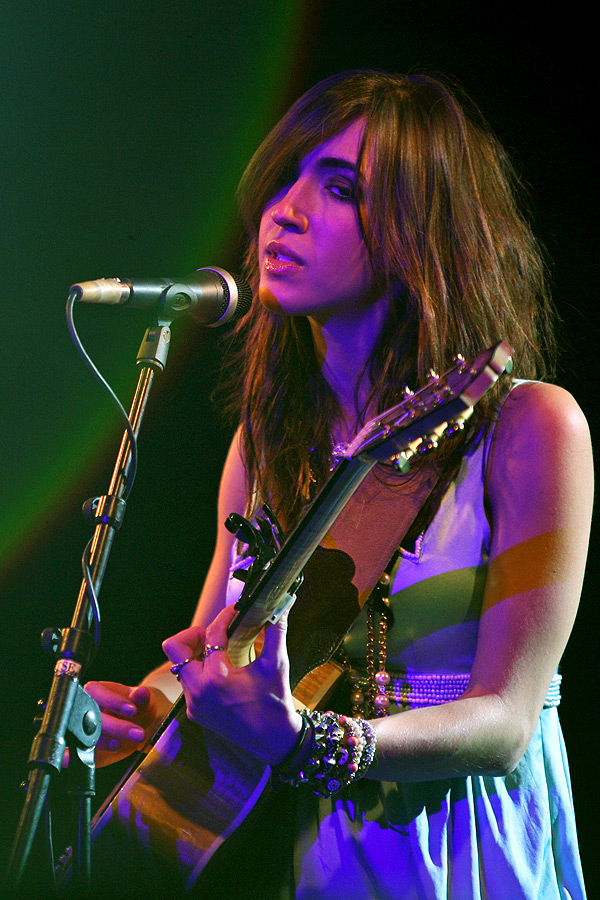
Kate Voegele in Berlin (2009)

Kate Elizabeth Voegele (* 8. Dezember 1986 in Bay Village, Ohio) ist eine US-amerikanische Sängerin, Komponistin, Gitarristin, Pianistin und Schauspielerin. Voegele ist derzeit bei MySpace Records unter Vertrag, das zum Musiklabel Interscope Records gehört. Von 2008 bis 2011 spielte sie in One Tree Hill die Sängerin Mia Catalano.

## Band
Voegeles Band besteht aus dem Bassisten Mark Tobik, Sam Getz (Gitarre, Mandoline und weitere) und ihr selbst (Sängerin).

## Auftritte und Preise
Voegele trat im Jahre 2004 bei Farm Aid zusammen mit Künstlern wie Dave Matthews, Willie Nelson, Neil Young und John Mellencamp auf. Im Februar 2005 veröffentlichte sie ihr zweites Album Louder than Words welches ihr zu einem höheren Bekanntheitsgrad verhalf.
Ihre Single Only Fooling Myself hat beim USA Songwriting Competition at Borders Books & Music in Austin, Texas Wettbewerb großes Lob bekommen.
Außerdem gewann sie den New York City Songwriter's circle 2006.

## Diskografie

### Alben
| The Other Side (EP) - Veröffentlichung: 2003 (USA) - Plattenfirma: Independent    |
| Louder Than Words (EP) - Veröffentlichung: 2005 (USA) - Plattenfirma: Independent |
| Don’t Look Away - Veröffentlichung: 2007 (USA) - Plattenfirma: MySpace Records    |
| A Fine Mess - Veröffentlichung: 2009 (USA) - Plattenfirma: MySpace Records        |
| Gravity Happens - Veröffentlichung: 2011 (USA) - Plattenfirma: Communikate Inc.   |
| Canyonlands - Veröffentlichung: 2016 (USA) - Plattenfirma: Communikate Inc.       |

### Singles
- Kindly Unspoken (2008)
- No Good (2008)
- Wish You Were (2008)
- Only Fooling Myself (2008)
- Hallelujah (2008)
- Manhattan from the Sky (2009)
- 99 Times (2009)
- Facing up
- You Can´t Break a Broken Heart
- Who You Are Without Me
- Playing with My Heart
- Talking´ Smooth
- Sweet Silver Lining
- Inside Out (2009)
- Heart In Chains (2011)
- Shoot this Arrow (2017)

## Serien
- One Tree Hill (als Mia Catalano)
- Life Unexpected (als Mia Catalano) (Crossover Music Faced, 2. Staffel)

## Bildung
Voegele besuchte die Miami University in Oxford, Ohio, wo sie 2007 ihren Abschluss in Psychologie und Bildende Kunst machte.